# Meine Seel erhebt den Herren

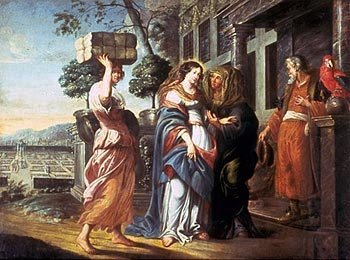
Heimsuchung, Rubens-Schule, Unionskirche, Idstein

Meine Seel erhebt den Herren (BWV 10) ist eine Kirchen-Kantate von Johann Sebastian Bach. Er komponierte sie 1724  in Leipzig für das Fest Mariä Heimsuchung, das am 2. Juli begangen wird. Es ist die fünfte seines zweiten Jahreszyklus von Kantaten, in dem er Choralkantaten schrieb, doch beruht sie nicht auf einem Choral, sondern auf dem Gregorianischen Gesang Magnificat.

## Geschichte und Worte
Bach komponierte die Kantate 1724 in Leipzig für das Fest Mariä Heimsuchung als die fünfte Kantate seines zweiten Jahreszyklus. Die vorgeschriebenen Lesungen für den Festtag waren Jes 11,1–5 , die Verheißung des Messias, und Lk 1,39–56 , der Besuch von Maria bei Elisabet, wo sie ihren Lobgesang anstimmt, das Magnificat. Ein unbekannter Dichter legte das Deutsche Magnificat seinem Text zugrunde und ergänzte es um die Doxologie, wie sie in Vespergottesdiensten die Gesänge abschließt. Bach benutzte nicht nur den Text des Magnificat, sondern auch dessen traditionellen 9. Psalmton des Gregorianischen Chorals, der in Leipzig in der Vesper regelmäßig im Satz von Johann Hermann Schein gesungen wurde. Der Dichter behielt einige Verse des Magnificat wörtlich bei, 46–48 für Satz 1, 54 für Satz 5, und die Doxologie für Satz 7. Er dichtete Vers 49 für Satz 2 um, 50–51 für Satz 3, 52–53 für Satz 4, und 55 für Satz 6, ergänzt um einen Hinweis auf die Geburt des Heilands.
Bach hatte bereits das lateinische Magnificat im Vorjahr gesetzt und es, angereichert mit vier weihnachtlichen Einlagesätzen, in der Weihnachtsvesper aufgeführt.
Er führte die Kantate noch einmal in den 1740er-Jahren auf.

## Besetzung und Aufbau
Die Kantate ist gesetzt für vier Vokalsolisten (Sopran, Alt, Tenor und Bass), vierstimmigen Chor, Trompete, zwei Oboen, zwei Violinen, Viola und Basso continuo. Die Trompete dient ausschließlich der Verstärkung des Cantus firmus und war möglicherweise eine tromba da tirarsi, eine Zugtrompete.
1. Coro: Meine Seel erhebt den Herren
2. Aria (Sopran): Herr, der du stark und mächtig bist
3. Recitativo  (Tenor): Des Höchsten Güt und Treu
4. Aria (Bass): Gewaltige stößt Gott vom Stuhl
5. Duetto (Alt, Tenor) e Choral: Er denket der Barmherzigkeit
6. Recitativo (Tenor): Was Gott den Vätern alter Zeiten
7. Choral: Lob und Preis sei Gott dem Vater

## Musik
Der Eingangschor beginnt mit einer instrumentalen Einleitung, die vom Psalmton unabhängig ist. Die Violinen, verdoppelt von den Oboen, spielen im Trio mit dem Continuo, die Viola füllt die Harmonie. Die Choralphantasie ist vivace überschrieben, ihr Hauptmotiv steht für Freude und wird in aufsteigender Bewegung entwickelt. Der Chor setzt nach zwölf Takten ein mit dem Cantus firmus im Sopran, von der Trompete verstärkt, während die tiefen Stimmen in freier Polyphonie Motive der Einleitung aufnehmen. Bach behandelt den zweiten Vers ähnlich, doch liegt nun der Cantus firmus im Alt, da der Text „Denn er hat seine elende Magd angesehen“ von der Niedrigkeit spricht. Der Satz schließt mit einem Chorsatz ohne den Cantus firmus, eingebettet in die Musik der Einleitung, die damit den Satz rahmt.
Die Sopran-Arie ist ein Konzert der Stimme mit den Oboen, begleitet von den Streichern. Das folgende Rezitativ leitet als Arioso zur Bass-Arie über, die nur vom Continuo begleitet wird. In Satz 5 kehrt der Text zum Deutschen Magnificat zurück, und in der Musik erklingt wieder der Psalmton, diesmal instrumental in den Oboen und der Trompete, während Alt und Tenor imitierend duettieren. Bach schrieb diesen Satz später um als einen seiner Schübler-Choräle, BWV 648. Das Rezitativ, das Gottes Verheißung an die Vorväter anspricht, beginnt secco, doch auf die Worte „Sein Same musste sich so sehr wie Sand am Meer und Stern am Firmament ausbreiten, der Heiland ward geboren“, setzen die Streicher ein und geben der Erfüllung der Verheißung Nachdruck. Im letzten Satz sind die beiden Verse der Doxologie vierstimmig auf den Psalmton gesetzt, von allen Instrumenten colla parte begleitet.

## Einspielungen
- J. S. Bach: Cantatas BWV 10, BWV 47; Sanctus BWV 241. Paul Steinitz, London Bach Society, English Chamber Orchestra, Sally Le Sage, Shirley Minty, Nigel Rogers, Neil Howlett. Oryx, 1965.
- Les Grandes Cantates de J. S. Bach Vol. 1. Fritz Werner, Heinrich-Schütz-Chor Heilbronn, Pforzheimer Kammerorchester, Maria Friesenhausen, Emmy Lisken, Georg Jelden, Barry McDaniel. Erato, 1965.
- J. S. Bach: Cantata BWV 10, Magnificat BWV 243. Karl Münchinger, Wiener Akademiechor, Stuttgarter Kammerorchester, Elly Ameling, Helen Watts, Werner Krenn, Marius Rintzler. Decca, 1968.
- J.S. Bach: Das Kantatenwerk - Sacred Cantatas Vol. 1. Gustav Leonhardt, Choir of King’s College (Cambridge), Leonhardt-Consort, Solist der Regensburger Domspatzen, Paul Esswood, Kurt Equiluz, Max van Egmond. Teldec, 1971.
- Bach Cantatas Vol. 3 - Ascension Day, Whitsun, Trinity, Karl Richter, Münchener Bach-Chor, Münchener Bach-Orchester. Edith Mathis, Anna Reynolds, Peter Schreier, Kurt Moll, Archiv Produktion 1975
- Bach Made in Germany Vol. 4 - Cantatas II. Hans-Joachim Rotzsch, Thomanerchor, Neues Bachisches Collegium Musicum, Mitsuko Shirai, Doris Soffel, Peter Schreier, Hermann Christian Polster. Eterna, 1978.
- Die Bach Kantate Vol. 17. Helmuth Rilling, Gächinger Kantorei, Bach-Collegium Stuttgart, Arleen Augér, Margit Neubauer, Aldo Baldin, Wolfgang Schöne. Hänssler, 1979.
- J. S. Bach: Cantata BWV 10 - Magnificat BWV 243. Michael Gielen, Anton-Webern-Chor, SWR Sinfonieorchester Baden-Baden, Christiane Oelze, Cornelia Kallisch, Christoph Prégardien, Anton Scharinger. SWF, 1991.
- J. S. Bach: Complete Cantatas Vol. 11, Ton Koopman, Amsterdam Baroque Orchestra & Choir, Sibylla Rubens, Annette Markert, Christoph Prégardien, Klaus Mertens. Antoine Marchand, 1999.
- J. S. Bach: Magnificat BWV in E flat major 243a - Cantata BWV 10. Roland Büchner, Regensburger Domspatzen, Musica Florea, Susanne Rydén, Drew Minter, Markus Brutscher, Peter Harvey. Pure Classics, 2000.
- Bach Edition Vol. 20 - Cantatas Vol. 11. Pieter Jan Leusink, Holland Boys Choir, Netherlands Bach Collegium, Ruth Holton, Sytse Buwalda, Knut Schoch, Bas Ramselaar. Brilliant Classics, 2000.
- Bach Cantatas Vol. 2: Paris/Zürich / For the 2nd Sunday after Trinity / For the 3rd Sunday after Trinity. John Eliot Gardiner, Monteverdi Choir, English Baroque Soloists, Lisa Larsson, Daniel Taylor, James Gilchrist, Stephen Varcoe. Soli Deo Gloria, 2000.
- J.S. Bach: Cantatas Vol. 23 (Cantatas from Leipzig 1725), Masaaki Suzuki, Bach Collegium Japan, Yukari Nonoshita, Matthew White, Makoto Sakurada, Peter Kooy. BIS, 2002.
- J.S. Bach: Cantatas for the Complete Liturgical Year Vol. 7. Sigiswald Kuijken, La Petite Bande, Siri Thornhill, Petra Noskaiova, Marcus Ullmann, Jan van der Crabben. Accent, 2007.